# Черній Костянтин Михайлович
Костянтин Михайлович Черній (нар. 17 серпня 1992) — український футболіст, нападник клубу «Оболонь».

## Життєпис
Костянтин Черній народився 17 серпня 1992 року. У ДЮФЛУ з 2003 по 2007 рік виступав у складі новокаховської «Енергії», а з 2008 по 2009 роки — в складі костопільського «Штурма». Дорослу футбольну кар'єру розпочав у 2010 році в аматорському клубі «Таврія» (Нова Каховка), який виступав у Чемпіонаті Херсонської області.
Перший професіональний контракт підписав 2011 року з маріупольським «Іллічівцем», але за головну команду «ілліча» так і не провів жодного поєдинку. Натомість, виступав у друголіговому фарм-клубі приазовців, «Іллічівця-2». У футболці маріупольської команди дебютував 30 липня 2011 року в виграному (3:0) домашньому матчі 2-го туру групи Б другої ліги чемпіонату України проти запорізького «Металург-2». Костянтин вийшов на поле на 90-ій хвилині, замінивши Сергія Приходька. У футболці «Іллічівця-2» у чемпіонаті України зіграв 18 матчів.
В 2012 році перейшов до складу дніпродзержинської «Сталі». У складі сталеварів дебютував 14 липня 2012 року в домашньому матчі 1-го туру групи Б другої ліги чемпіонату України проти головківського «УкрАгроКома». Поєдинок завершився перемогою головківської команди з рахунком 1:0. Черній вийшов на поле в стартовому складі та відіграв увесь матч. Дебютним голом на професіональному рівні відзначився на 72-й хвилині переможного (3:0) виїзного поєдинку 2-го туру групи Б другої ліги чемпіонату України проти комсомольського Гірника-спорта. Черній вийшов на поле в стартовому складі та відіграв увесь поєдинок. У чемпіонаті України в футболці «Сталі» зіграв 21 матч та відзначився 1 голом, ще 1 матч у футболці клубу зіграв у кубку України.
В 2013 році виступав у складі новокаховського «Енергії». У складі «Енергії» дебютував 13 квітня 2013 року в переможному (2:0) домашньому матчі 1-го туру 3-ї групи другої ліги чемпіонату України проти хмельницького «Динамо». Костянтин вийшов на поле в стартовому складі та відіграв увесь поєдинок. Дебютним голом у складі новокаховської команди відзначився 19 травня 2013 року на 38-ій хвилині переможного (3:1) домашнього матчу 5-го туру 3-ї групи другої ліги чемпіонату України проти херсонського «Кристала». Костянтин вийшов на поле в стартовому складі та відіграв увесь поєдинок. Загалом у футболці новокаховської команди в чемпіонаті України зіграв 27 матчів та відзначився 4-ма голами, ще 1 поєдинок у футболці «Енергії» провів у кубку України.
В 2014 році переїхав до Кременчука, де підписав контракт з місцевим «Кременем». У футболці «Кременя» дебютував 29 березня 2014 року в виїзному матчі 25-го туру другої ліги чемпіонату України проти стрийської «Скали». Поєдинок завершився перемогою «Кременя» з рахунком 2:0. Черній вийшов у стартовому складі, а на 74-й хвилині його замінив Роман Кунєв. Дебютним голом у складі «Кременя» відзначився 19 квітня 2014 року на 53-ій хвилині нічийного (2:2) поєдинку 29-го туру другої ліги чемпіонату України проти дніпродзержинської «Сталі». Костянтин вийшов на поле в стартовому складі та відіграв увесь поєдинок (а на 71-й хвилині відзначився ще одним голом). У складі кременчуцької команди виступав до 2016 року, за цей час у чемпіонатах України зіграв 60 матчів та відзначитися 22 голами, ще 3 матчі (2 голи) провів у кубку України.
На початку липня 2016 року перейшов до складу охтирського «Нафтовика-Укрнафти». В складі «Нафтовика» в першій лізі чемпіонату України зіграв 27 матчів та відзначився 4 голами. Ще 3 матчі (1 гол) провів у кубку України, де разом з командою дійшов до чвертьфінальної стадії (але взяти участь у матчі 1/4 фіналу не вдалося через важкі погодні умови), натомість в чемпіонаті команда впевнено посіла 6-те місце у першій лізі. Наступний сезон провів теж у складі команди, яка була представлена в другому за рангом дивізіоні України, а саме в «Гірнику-Спорт». В особистому плані той сезон видається для Костянтина менш результатив, проте команда в цілому впевненно розташувалася в першій десятці. З сезону 2018/19 знову виступав за «Кремінь», з яким в перше в історії клубу став абсолютним чемпіоном третього за рангом дивізіону України та кращим бомбардиром друголігової першості (20 голів в 28 матчах із них 3 хет-трика). Після чого перебрався в клуб вищої латвійської ліги: «Валміера». Дебютував 21 червня 2019 року в програному (0:2) домашньому матчі 18-го туру проти клубу «МЕТТА». Проте вже незабаром повернувся назад до України та виступає за першоліговий запорізький клуб «Металург».

## Досягнення

### Командні
- Друга ліга чемпіонату України
  -  Переможець (1): 2018/19
  -  Бронзовий призер (2): 2014/15, 2020/21

### Індивідуальні
- Найкращий бомбардир Другої ліги України (1): 2018/19

## Статистика
Станом на 15 жовтня 2021 року
| Турніри            | Матчі | Кількість забитих м'ячів |
| ------------------ | ----- | ------------------------ |
| Вища ліга Латвії   | 2     | 0                        |
| Перша ліга України | 84    | 10                       |
| Кубок України      | 15    | 6                        |
| Друга ліга України | 175   | 57                       |
| Всього за кар'єру  | 276   | 73                       |